# Саммерс, Изабелла
Изабелла Джанет Флорентина Саммерс (англ. Isabella Janet Florentina Summers; род. 31 октября 1980) — британский музыкант, автор песен, продюсер, диджей и участница британской инди-рок-группы Florence and the Machine. Помимо игры на клавишных, Саммерс, по мнению критиков BRIT Awards, является соавтором пяти песен группы в альбоме Lungs. В следующем альбоме — Ceremonials, Саммерс выступила в качестве соавтора только лишь трёх песен.
Во время перерывов в гастрольной деятельности Florence and the Machine Саммерс занимается созданием ремиксов на песни различных исполнителей. Также она является одним из основателей группы The Life, The Love and The Grateful, для которых она пишет песни и продюсирует их дебютный альбом.

## Биография
Первые девять лет своей жизни Саммерс прожила в Лондоне, там же познакомилась с Флоренс Уэлч, работая няней её младшей сестры — Грэйс. В 1989 году её семья переехала в Олдборо, графство Саффолк. Там она пошла учиться в Вудбриджскую школу. В подростковом возрасте Саммерс начала интересоваться музыкой и стала проводить время в компании с сыновьями рыбаков, которые, по её словам, «всё время курили много марихуаны и слушали хип-хоп».
В студенческие годы Изабелла вернулась в Лондон и поступила в Центральный колледж искусства и дизайна имени Святого Мартина, где получила степень в области изобразительного искусства. Тогда же она приобрела DJ-микшер и стала играть тёрнтейблизм, одновременно подрабатывая при этом курьером для шоу Top of the Pops, а также работая над ремастерингом фильмов Алана Паркера. Работа с Дэном Гринписом в его программе «All City Show» на радио XFM London стала тем опытом, который сподвиг Саммерс купить свой первый MPC, который был установлен в шкафу её съемной квартиры. С помощью подруги она запустила работу студии в бывшем здании завода пластмасс, который располагался в квартале Кристал Пэлас, и начала записывать хип-хоп-музыку. В то время Саммерс работала с такими группами, как Kashmere The Iguana Man, IRS Crew, MBC Crew, Inja и The Last Skeptic. Она также пересекалась с Уэлч, когда работала диджеем и посещала художественную школу, поскольку Флоренс училась в Камбервелльском колледже искусств.
Когда Саммерс была выбрана, чтобы создать ремиксы песен группы Ludes, Уэлч стала частой гостьей в её студии, поскольку на тот момент она встречалась с гитаристом коллектива — Мэттом Алчином. Однажды, когда у Изабеллы было вдохновение и она подумывала о том, чтобы начать писать поп-музыку, она пригласила Флоренс писать песни вместе с ней. Когда музыка Саммерс и стихи Уэлч стали едины, сами музыканты также стали творческими партнёрами, а Уэлч прозвала Саммерс «Изабелла-машина» за её любовь к электронной музыке. Первоначально они какое-то время выступали под именем Florence Robot/Isa Machine. Позже проект был переименован в Florence and the Machine, потому, что, по словам Уэлч, «это название было настолько длинное, что сводило меня с ума (англ. that name was so long it'd drive me mad)».

## Дискография[1]

### В качестве автора/соавтора песен
- Florence + the Machine — «Dog Days Are Over» — Island — Соавтор
- Florence + the Machine — «I’m Not Calling You a Liar» — Island — Соавтор
- Florence + the Machine — «Between Two Lungs» — Island — Соавтор
- Florence + the Machine — «Cosmic Love» — Island — Соавтор
- Florence + the Machine — «Falling» (Only on deluxe album)" — Island — Соавтор
- Florence + the Machine — «Are You Hurting the One You Love (B-side to Rabbit Heart)» — Island — Соавтор
- Florence + the Machine — «Ghosts demo (I’m Not Calling You a Liar) (Only on deluxe album)» — Island — Соавтор
- Florence + the Machine — «No Light, No Light» — Island — Соавтор
- Florence + the Machine — «All This And Heaven Too» — Island — Соавтор
- Florence + the Machine — «Remain Nameless» — Island — Соавтор
- Florence + the Machine — «Breath of Life» — Island — Соавтор — Soundtrack of the movie Snow White & the Huntsman
- Carly Connor — Tracks — Atlantics Records — Соавтор
- Dia Frampton — Bullseye — Universal Republic — Соавтор/продюсер
- LP Tracks — Warner Bros — Соавтор
- Sam Sparro — 16 Shades of Grey — EMI — Соавтор
- Ivan Ink 'n' Isa — «Lover’s Kiss» — Brink Records — Соавтор
- Ivan Ink 'n' Isa — «Standing On A Hill» — Brink Records — Соавтор
- Ivan Ink 'n' Isa — «Caught In Symmetry» — Brink Records — Соавтор
- Ivan Ink 'n' Isa — «Silver Or Lead» — Brink Records — Соавтор
- Conor Maynard — forthcoming material — Соавтор/продюсер
- Angel Haze — Rose Tinted Suicide — Соавтор/продюсер
- Cat McPhee — forthcoming material — Соавтор/продюсер

### В качестве музыкального продюсера
- Florence + The Machine — «Dog Days Are Over» — Island
- Florence + The Machine — «I’m Not Calling You a Liar» — Island
- Florence + The Machine — «Between Two Lungs» — Island
- Florence + The Machine — «Cosmic Love» — Island
- Florence + The Machine — «Falling» (Only on deluxe album)" — Island
- Florence + The Machine — «Hardest of Hearts»
- Florence + The Machine — «Remain Nameless» — Island
- Florence + The Machine — «Breath of Life» — Island — Co-write — Soundtrack of the movie Snow White & the Huntsman
- Florence + The Machine — «Hospital Beds» (cover of Cold War Kids) B-side — Island
- Florrible and Misrabella — «Little Donkey»
- Ivan Ink 'n' Isa — «Lover’s Kiss» — Brink Records
- Ivan Ink 'n' Isa — «Standing On A Hill» — Brink Records
- Ivan Ink 'n' Isa — «Caught In Symmetry» — Brink Records
- Ivan Ink 'n' Isa — «Silver Or Lead» — Brink Records
- Dia Frampton — «Bullseye» — Universal Republic — Соавтор/продюсер
- Angel Haze — «Rose-Tinted Suicide» — Island

### Ремиксы
- Бейонсе — «Countdown» — Columbia
- Бейонсе — «End of Time» — Columbia
- Florence + The Machine — « Cosmic Love» Island — w/ Lexxx
- Primary 1 — «Princess» — Atlantic
- WooWoos — «Remember Me» — Island